# Melanodryas
Melanodryas és un gènere d'ocells de la família dels petròicids (Petroicidae). El gènere va ser introduït per l'ornitòleg anglès John Gould el 1865 amb el petroica encaputxada com a espècie tipus.

## Taxonomia
Segons la Classificació del Congrés Ornitològic Internacional (versió 2.6, 2010) aquest gènere està format per dues espècies:
- Melanodryas cucullata - petroica encaputxada.
- Melanodryas vittata - petroica de Tasmània.